# Omega Aurigae
Omega Aurigae (ω Aurigae / 4 Aurigae / HD 31647) es una estrella en la constelación de Auriga de magnitud aparente +4,99.
Se encuentra a 159 años luz del sistema solar.
Omega Aurigae es una estrella blanca de la secuencia principal de tipo espectral A1V.
Tiene una temperatura efectiva de 9750 K y, a partir de la medida de su diámetro angular —0,346 milisegundos de arco—, se puede conocer su radio, que es aproximadamente un 82% más grande que el radio solar.
Como otras estrellas semejantes, gira sobre sí misma rápidamente, con una velocidad de rotación de al menos 107 km/s, unas 50 veces mayor que la del Sol.
Es una estrella brillante en rayos X, siendo su luminosidad en dicha región del espectro de 1656,2×1020 W.
En cuanto a su composición elemental, tiene una metalicidad comparable a la solar, con una abundancia relativa de hierro igual a la del Sol ([Fe/H] = 0,00).
Muestra, sin embargo, cierta carencia en elementos como calcio, bario y sodio.
Asimismo, Omega Aurigae forma un sistema binario con una estrella de magnitud +8,1 y tipo espectral F9. Ambas están separadas en el cielo 4,5 segundos de arco, lo que equivale a una separación real de al menos 220 UA.